# Pentatomoidea
Super-famille
Les Pentatomoidea sont une super-famille d'insectes hétéroptères (punaises).

## Description
Ces punaises ont des antennes bien visibles, divisées le plus souvent en 5 articles (par suite de la subdivision du deuxième article), plus rarement 4 ou 3. Leur scutellum est grand, s'étendant au moins jusqu'à l'apex du clavus (bande interne de la corie, la partie coriacée de l'aile antérieure ou hémélytre), mais pouvant recouvrir presque tout l'abdomen. La commissure clavale (jointure des clavus des deux hémélytres, les ailes antérieures) est généralement absente, ou juste très courte. Les plaques mandibulaires sont souvent allongées, s'étendant souvent au-delà de l'apex du clypeus et l'enfermant. Les sternites (segments abdominaux ventraux) 3 à 7 portent généralement des paires de trichobothries, grosses soies épaissies situées sur les côtés (dans certains cas, ces soies sont réduites, tels que chez les Podopini au sein des Podopinae, ou les Amnestinae au sein des Cydnidae).

## Répartition
La répartition des Pentatomoidea est cosmopolite.

## Biologie

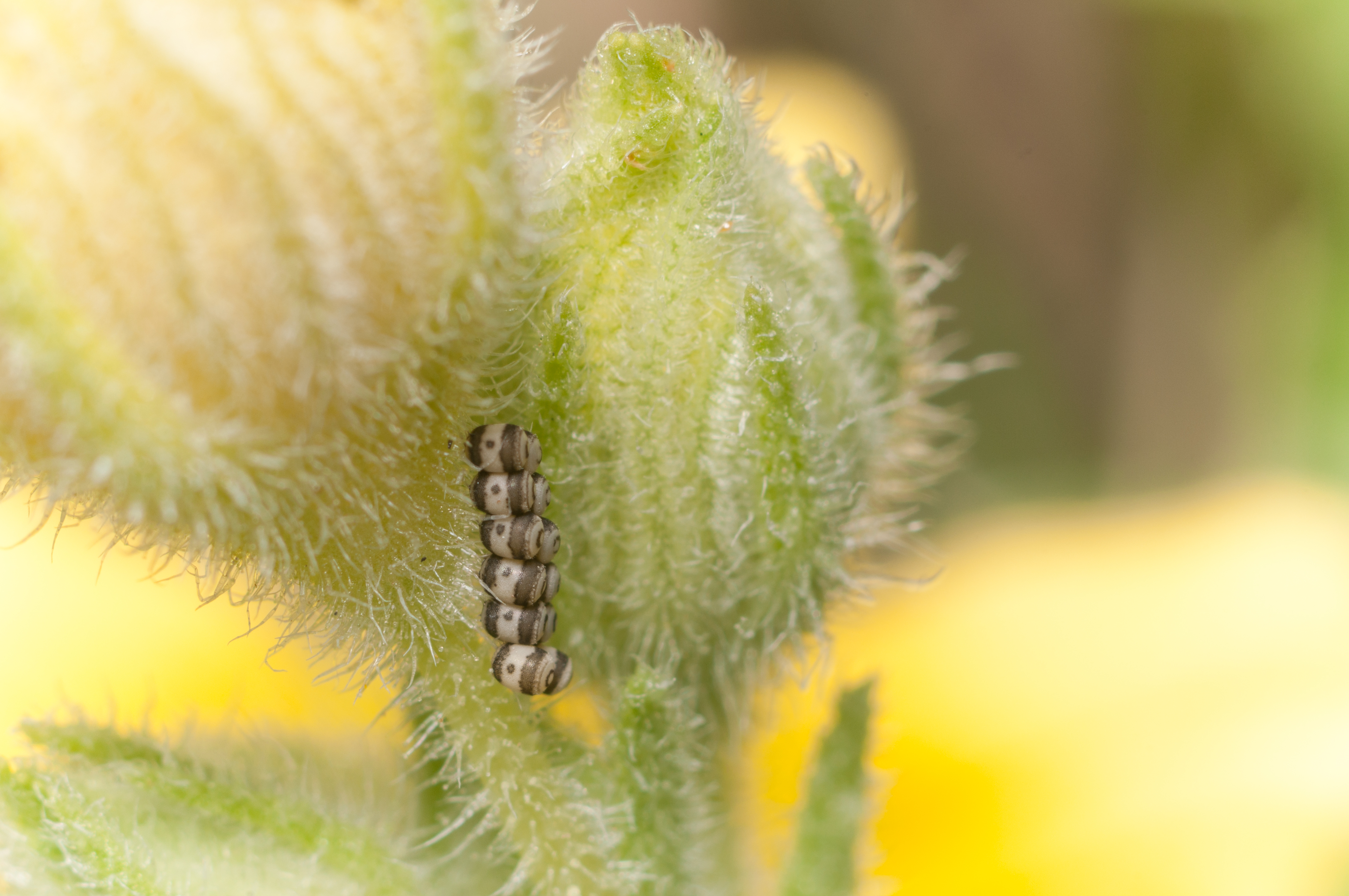
La punaise du chou pond ses œufs typiquement sur des crucifères.

À l'exception de la sous-famille des Asopinae, qui sont des prédateurs (et quelques autres espèces qui le sont partiellement), les Pentatomoidea sont des espèces phytophages qui exploitent diverses niches écologiques végétales. Elles sont dans l'ensemble plutôt thermophiles et xérophiles.
Plusieurs espèces fournissent des soins parentaux aux œufs et aux juvéniles des premiers stades (chez les Acanthosomatidae, les Cydnidae, les Pentatomidae, les Phloeidae, les Scutelleridae, les Tessaratomidae).
Quelques espèces forment des relations symbiotiques avec des fourmis (chez des Plataspidae).

## Classification
La super-famille des Pentatomoidea a été décrite pour la première fois en 1815 sous le nom de Pentatomides par le zoologiste britannique William Elford Leach (1790-1836).
Au sein de l'infra-ordre des Pentatomomorpha, elle fait partie du clade des Trichophora, qui réunit toutes les super-familles à l'exception des Aradoidea. Au sein des Trichophora, les Pentatomoidea pourraient être la super-famille basale, et le groupe-frère de toutes les autres super-famille, mais ce statut doit encore être confirmé.

Les Pentatomoidea regrouperaient 16 familles actuelles et deux familles éteintes. Toutefois, ce nombre est discuté, car le statut de certaines d'entre elles reste encore controversé, de même que les relations des familles entre elles. Il semble que les Urostylididae et les Saileriolidae soient les deux familles les plus basales du groupe, et que les Pentatomidae soient le groupe ayant le plus divergé. 

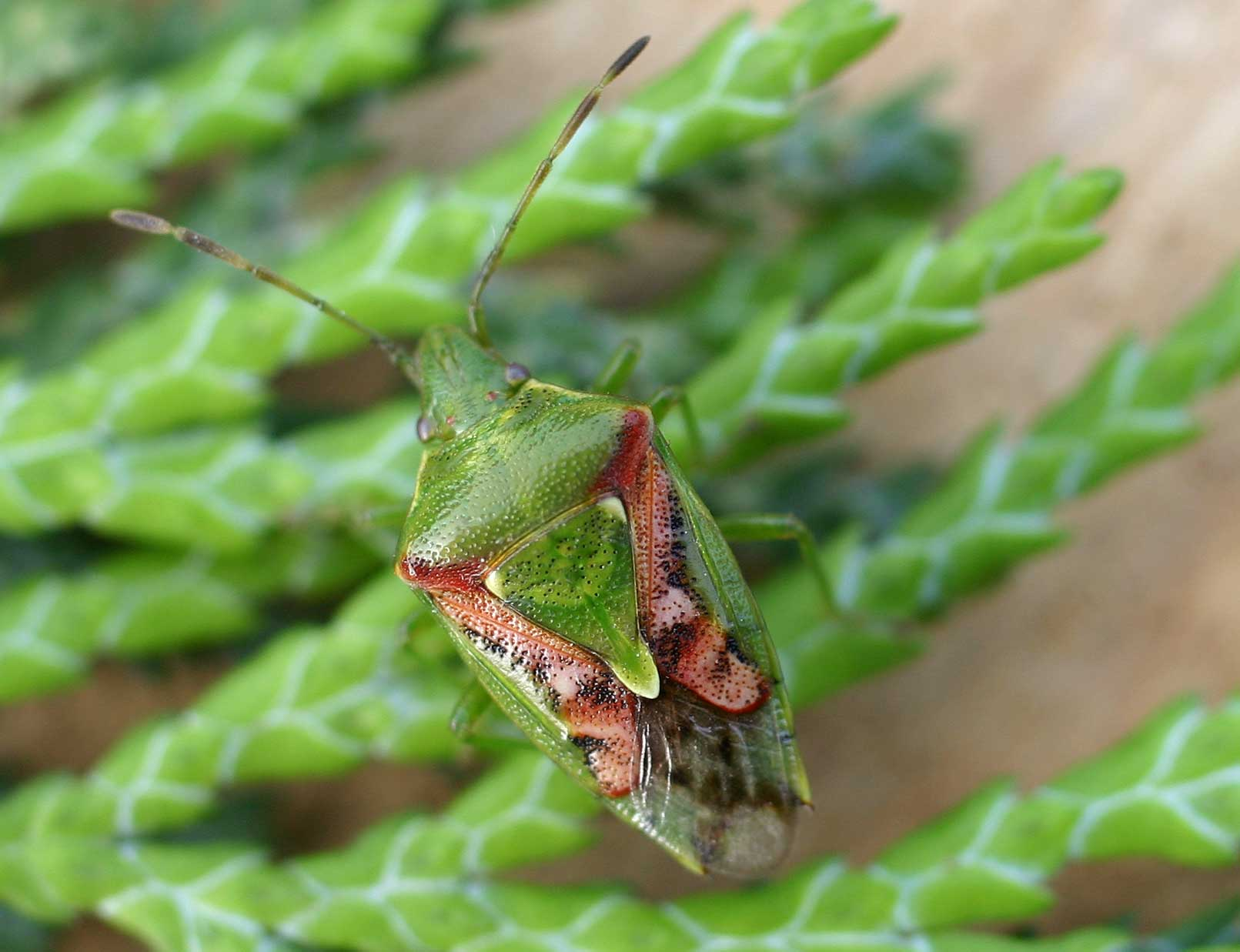
Acanthosomatidae : Cyphostethus tristriatus
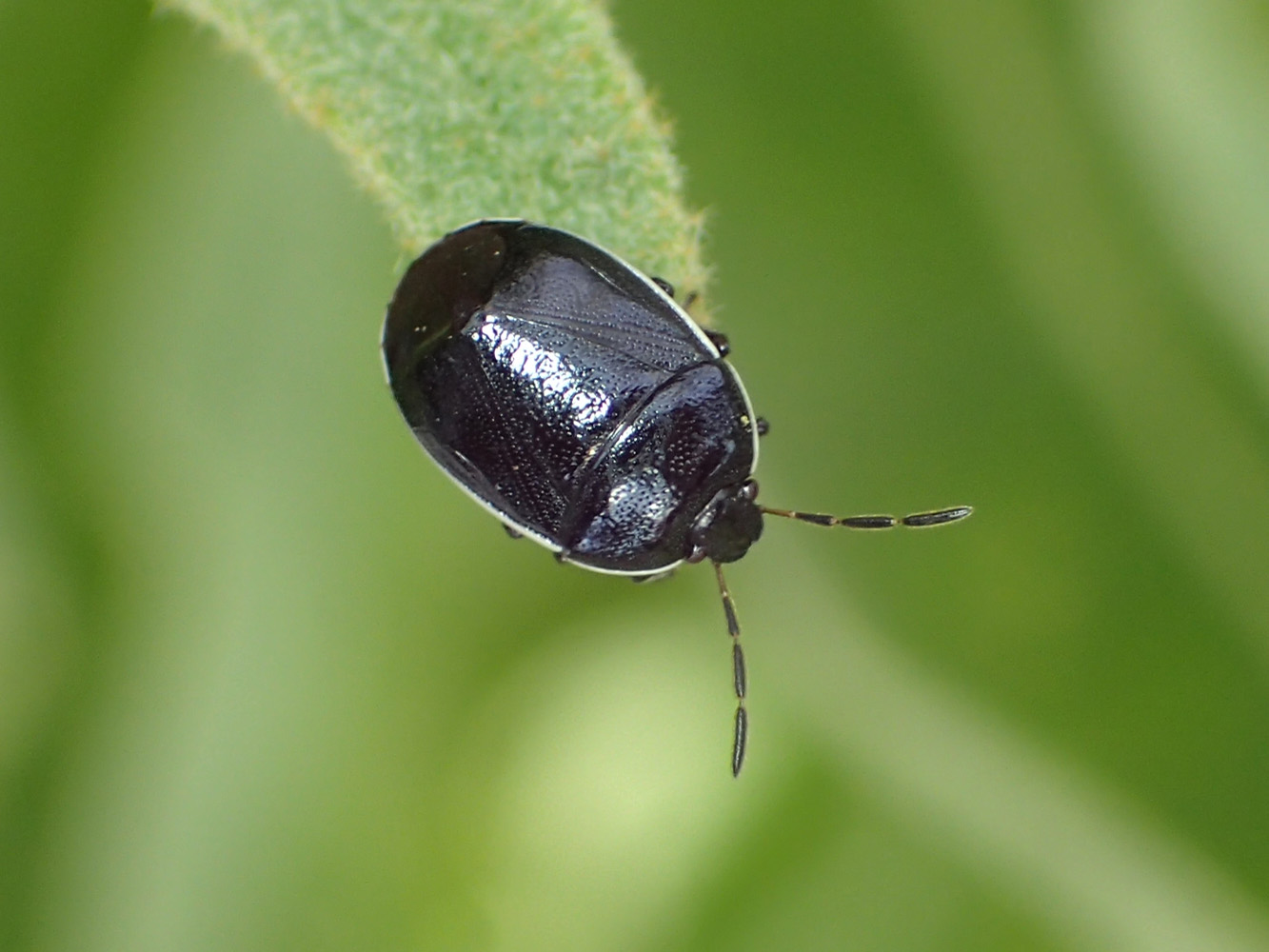
Cydnidae : Sehirus cinctus
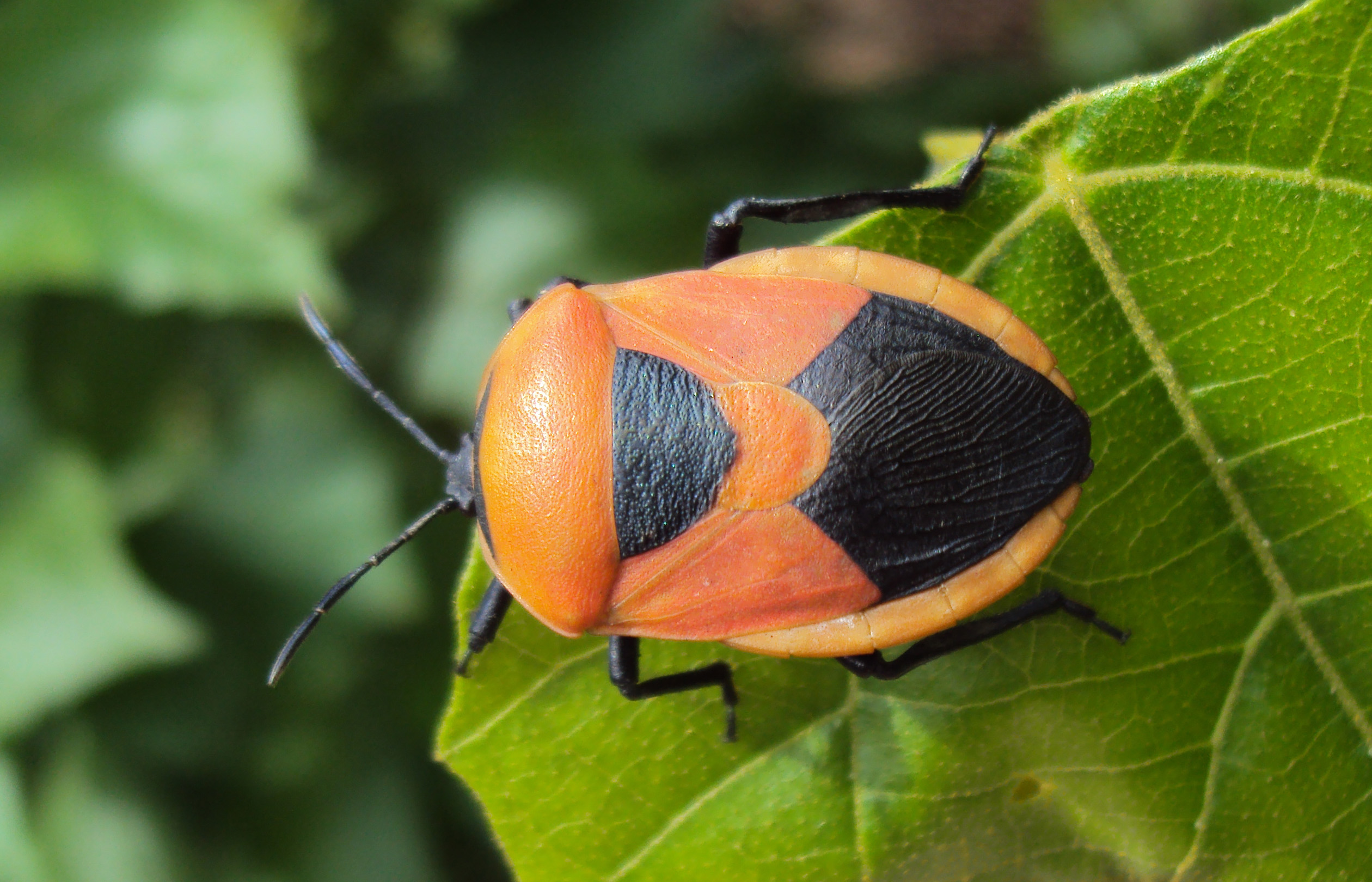
Dinidoridae : Coridius ianus
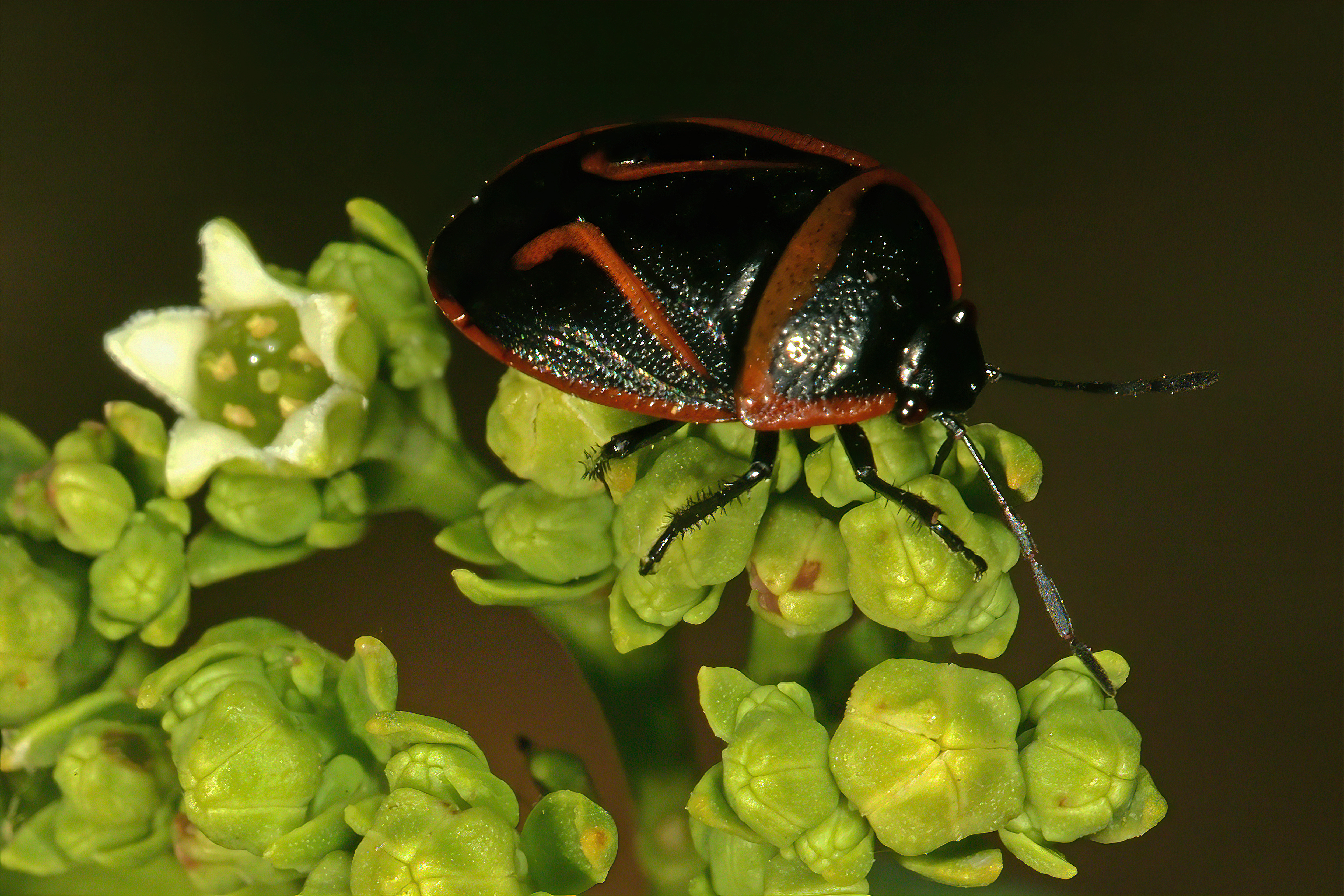
Parastrachiidae ou Cydnidae Parastrachiinae : Dismegistus fimbriatus
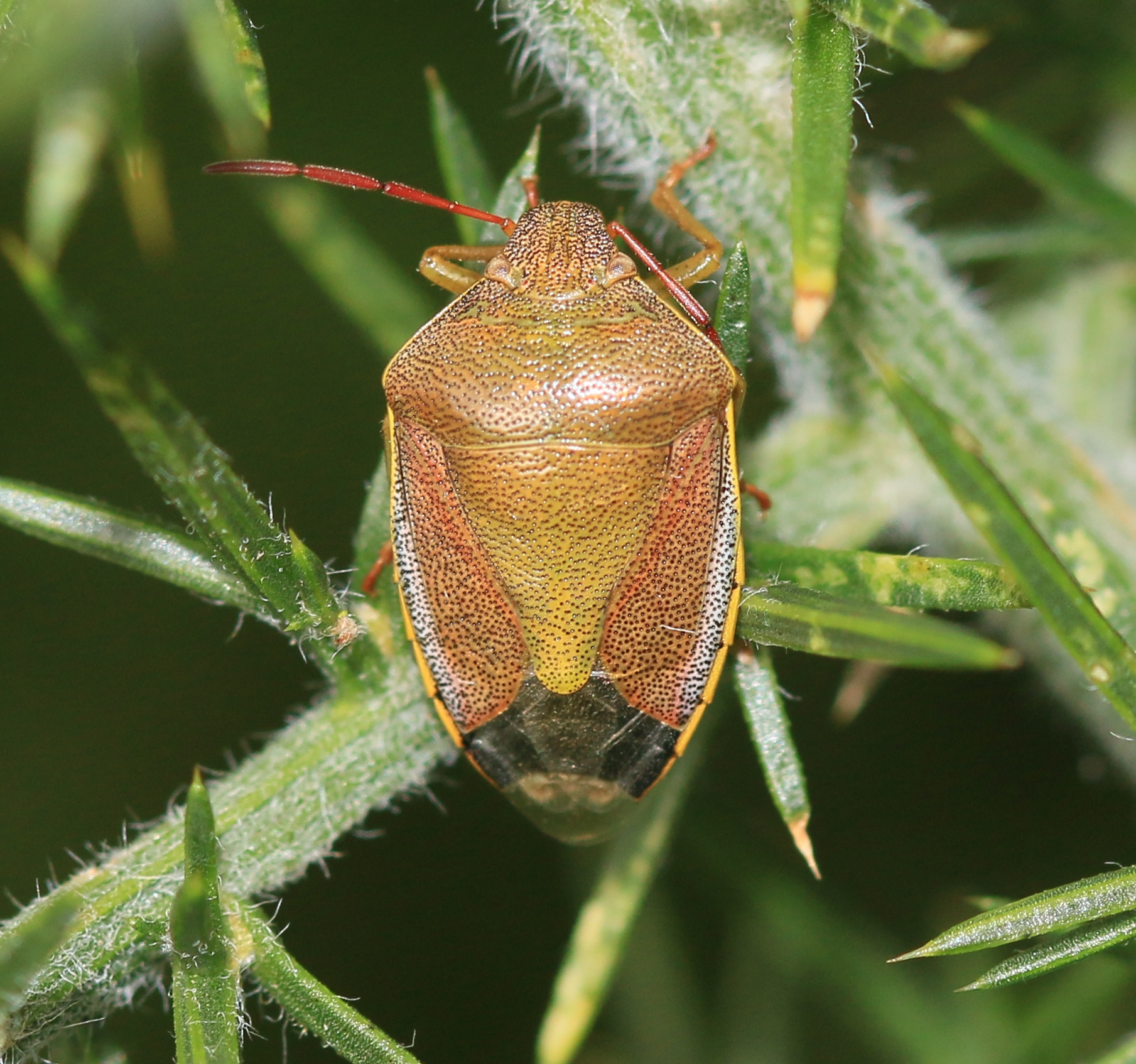
Pentatomidae : Piezodorus lituratus
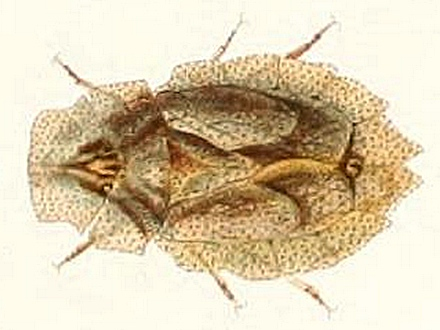
Phloeidae : Phloea corticata
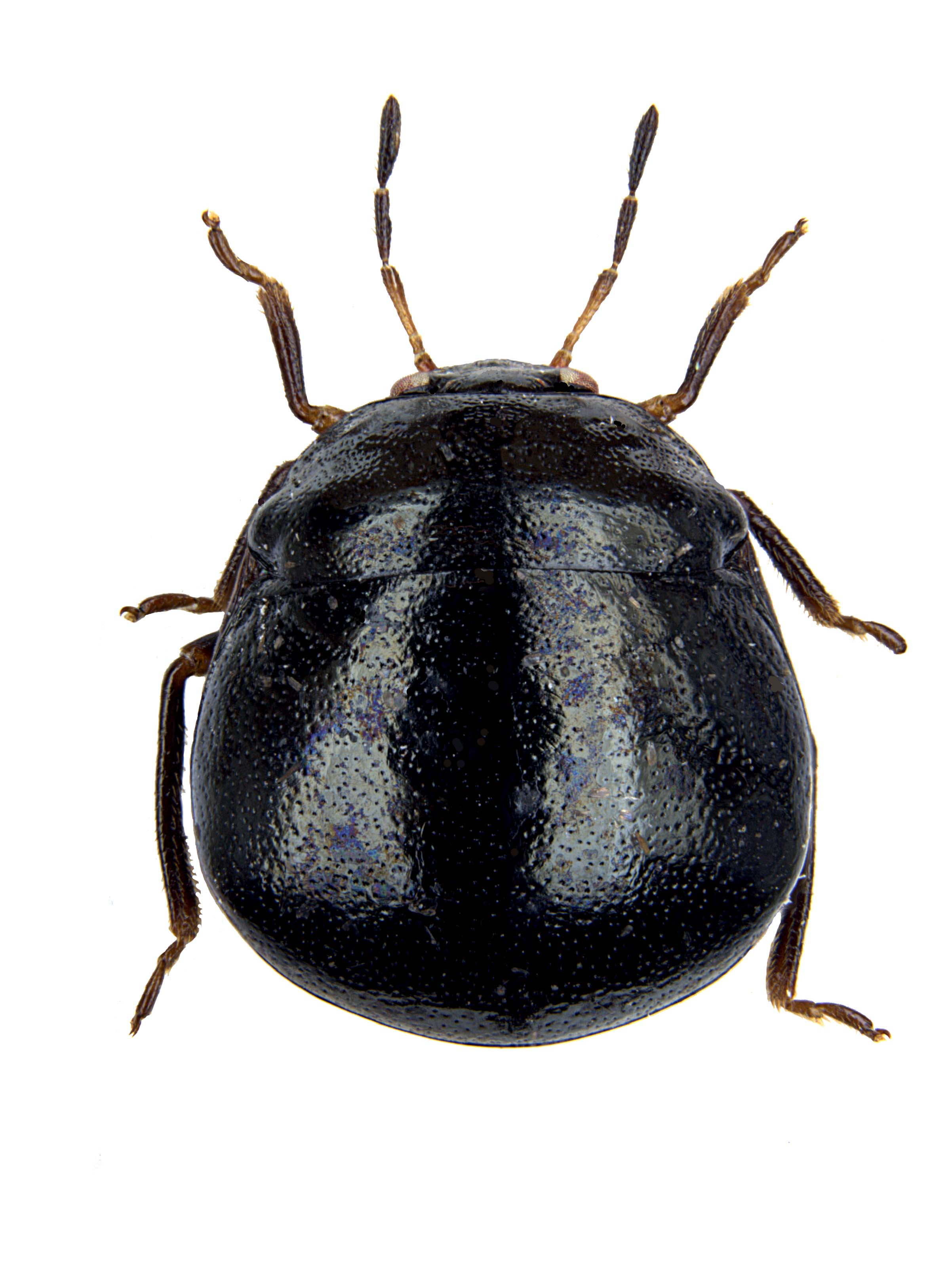
Plataspididae : Coptosoma scutellatum
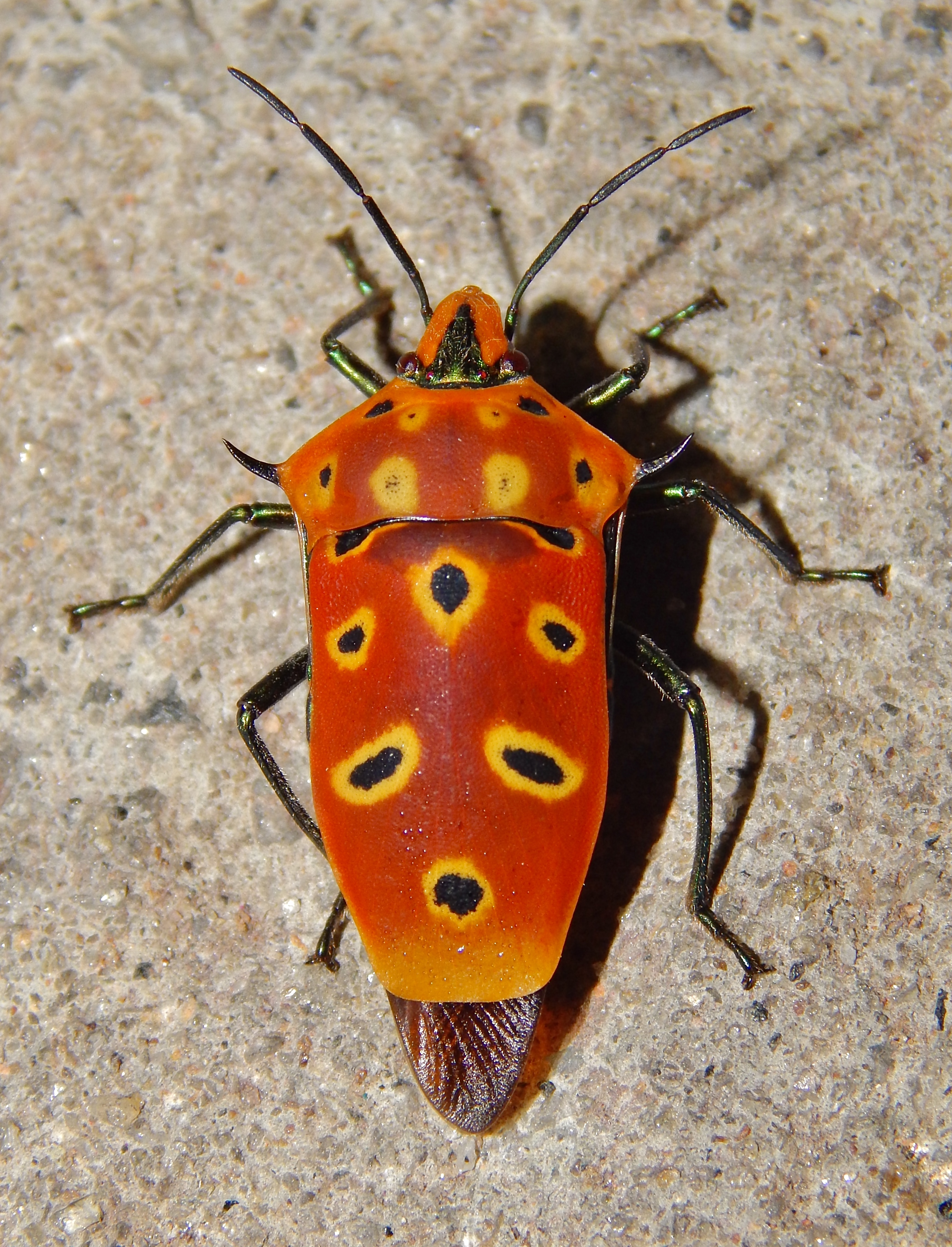
Scutelleridae : Cantao ocellatus
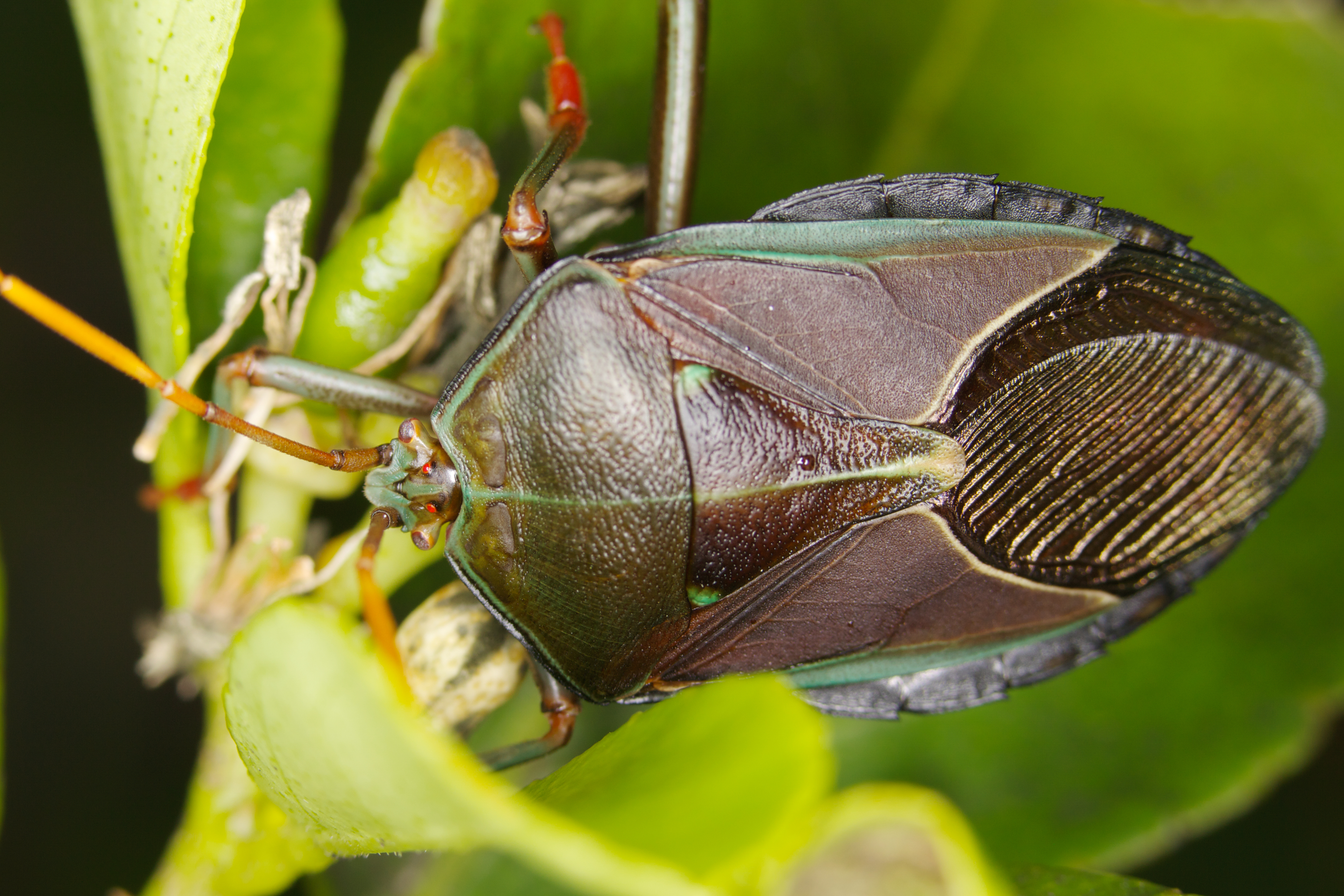
Tessaratomidae : Musgraveia sulciventris
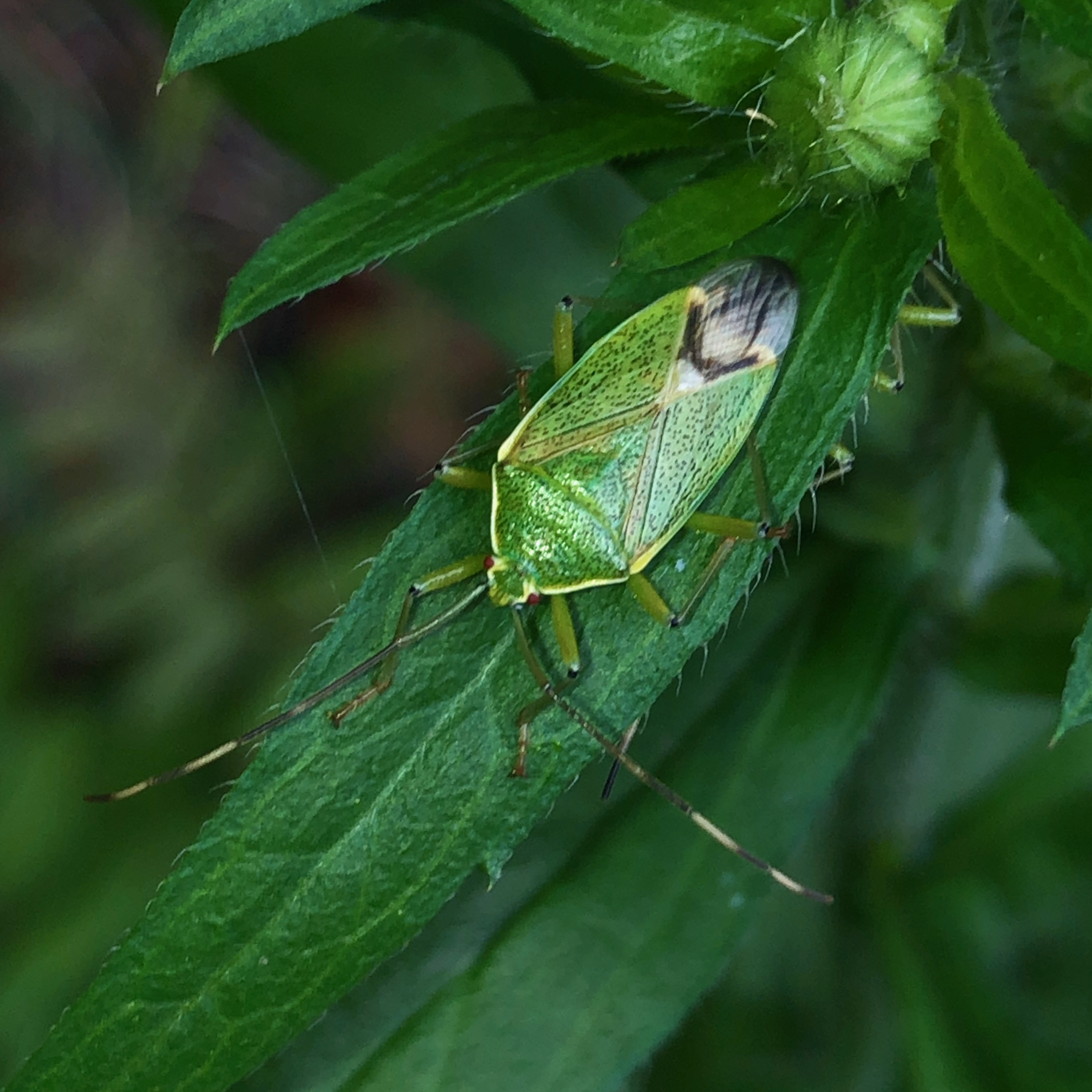
Urostylididae : Urostylis striicornis

### Fossiles
En plus des deux familles éteintes des †Mesopentacoridae et des †Primipentatomidae, celles des †Protocoridae, des †Probascanionidae et des †Venocoridae ont également été attribuées par certains auteurs aux Pentatomoidea, sans qu'un consensus se soit encore affirmé,. Les plus anciens fossiles remonteraient au Jurassique inférieur (entre −201 et −199 Ma environ), si on comprend †Protocoris dans les Pentatomoidea, ou au Jurassique moyen (étages du Bajocien ou du Bathonien, entre −170 et −166 Ma environ) si seules les deux premières familles fossiles sont retenues.

### Étymologie
Son nom est tiré du nom de genre Pentatoma, du penta-, du grec πέντε, « cinq », et -toma, de τομός, « coupure », « division », donné par Guillaume-Antoine Olivier en 1789 à l'espèce Pentatoma rufipes (la Punaise à pattes rousses), en raison de ses antennes à 5 articles, pour la distinguer d'autres punaises, le plus souvent à antennes de 4 articles. En effet, jusqu'alors, toutes les punaises étaient réunies sous le nom générique de Cimex donné par Linné en 1758. Il s'agit d'un des plus anciens noms au sein des Hétéroptères, et qui, de ce fait, traverse toute la chaîne taxonomique, du genre à l'infra-ordre (genre Pentatoma, tribu Pentatomini, sous-famille Pentatominae, famille Pentatomidae, super-famille Pentatomoidea, et infra-ordre Pentatomomorpha).

### Liste des familles
- Acanthosomatidae Signoret, 1863
- Canopidae McAtee & Malloch, 1928
- Cydnidae Billberg, 1820
- Dinidoridae Stål, 1867
- Lestoniidae China, 1955
- Megarididae McAtee & Malloch, 1928
- Parastrachiidae Oshanin, 1922 (ou Parastrachiinae dans les Cydnidae)
- Pentatomidae Leach, 1815
- Phloeidae Amyot & Serville, 1843
- Plataspididae Dallas, 1851
- Saileriolidae China & Slater, 1956
- Scutelleridae Leach, 1815
- Tessaratomidae Stål, 1864
- Thaumastellidae Seidenstücker, 1960 (ou Thaumastellinae dans les Cydnidae)
- Thyreocoridae Amyot & Serville, 1843 (ou Thyreocorinae dans les Cydnidae)
- Urostylididae Dallas, 1851
- †Mesopentacoridae Popov, 1968
- †Primipentatomidae Yao, Cai, Rider & Ren, 2013